# Каобанг (провінція)
Каобанг (в'єт. Cao Bằng) — провінція на півночі В'єтнаму, площа становить 6724,6 км². Населення — 507 183 жителя. Адміністративний центр провінції — місто місцевого значення Каобанг.

## Географія і клімат

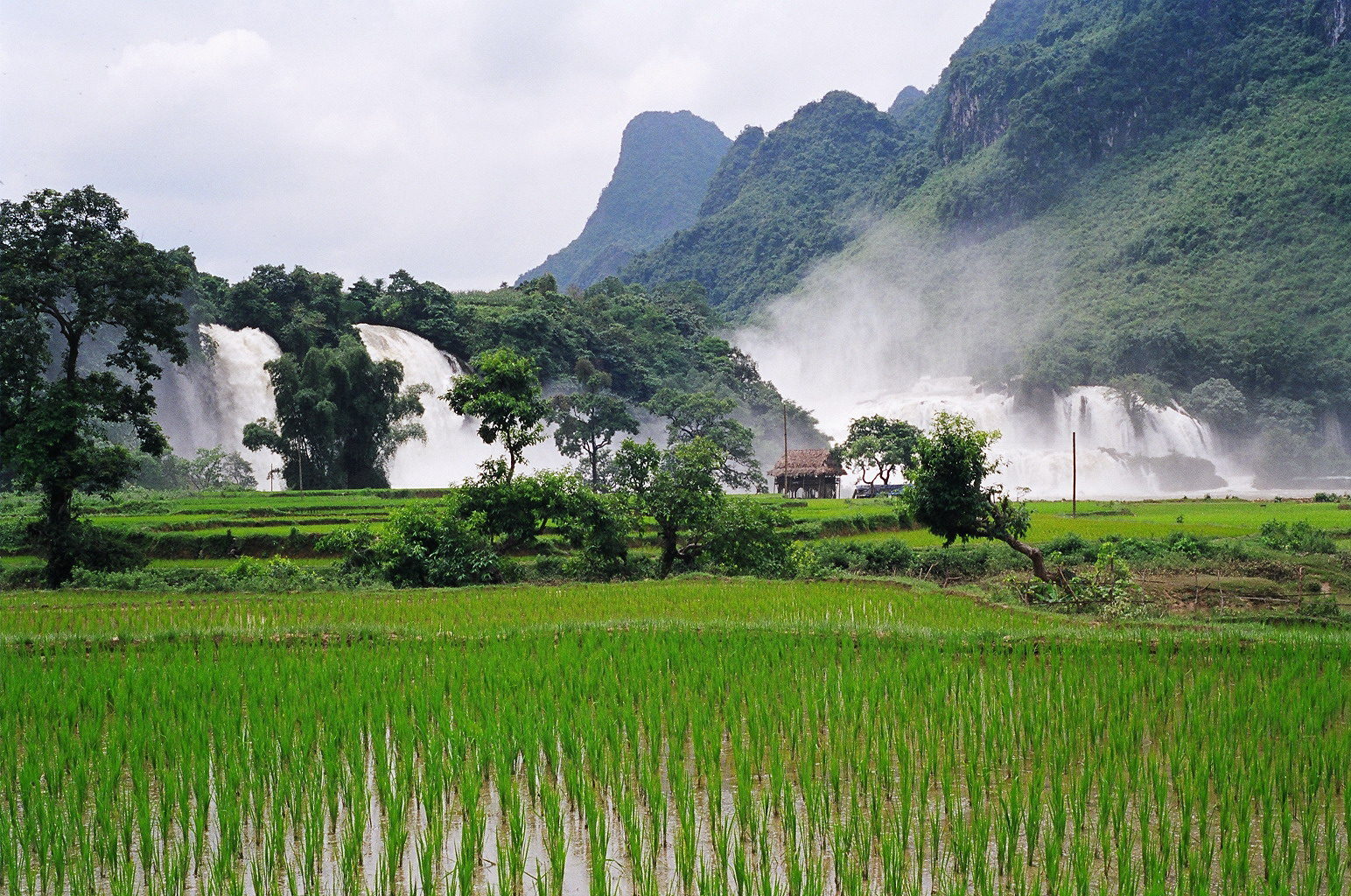
Вид на водоспад Банзьок

Провінція розташована на крайньому півночі країни, має кордон з Китаєм. Простягнулася на 80 км з півночі на південь і на 170 км з заходу на схід. Велику частину території займають гори, близько 90 % території покрито лісом. Відстань від центру провінції, міста Каобанг, до Ханоя становить 270 км. На кордоні з Китаєм знаходиться відомий водоспад Банзьок (Детіан).
Середньорічна температура становить 22°С. У горах температура може опускатися нижче 0°С, трапляються снігопади.

## Населення
У 2009 році населення провінції становило 507 183 особи, середня щільність населення — 75,97 осіб/км². Частка чоловіків — 48,5 %; жінок — 51,5 %. Міське населення — 15,7 %.
Національній склад населення (за даними перепису 2009 року): тай — 207 805 осіб (40,97 %), нунг — 157 607 осіб (31,07 %), мяо — 51 373 особи (10,13 %), яо — 51 124 особи (10,08 %), в'єтнамці — 29 189 осіб (5,76 %), сантяй — 7 058 осіб (1,39 %), інші — 3 027 осіб (0,60 %).

## Економіка
Каобанг — порівняно бідна провінція країни, економіка ґрунтується на сільському і лісовому господарствах.